# 方條ゆとり
方條 ゆとり（ほうじょう ゆとり、2月2日 - ）は、日本の漫画家、イラストレーター。広島県出身。女性。妹は漫画家の望月菓子。

## 概要
2001年に「CAGE」で『月刊ガンガンWING』（エニックス（現・スクウェア・エニックス））第21回金の翼賞入選。同賞を引き継いだ天の翼賞の第6回入選者に妹の望月菓子がいる。同誌で「迷想区閾」を連載（単行本・全2巻）の後、2005年6月号より「ひぐらしのなく頃に 綿流し編」を連載、続けて同誌2006年8月号より「ひぐらしのなく頃に解 目明し編」を連載した。
以降での活躍はウェブコミック誌での活躍が多く、『ガンガンONLINE』で「学園ナイトメア」や、望月菓子と連名で『COMIC ポラリス』にて「晴明さんはがんばらない」・『少年エッジスタ』にて光姫琥太郎著による原作の「マッシブドライブ」・『GANMA!』にて「人形峠」を連載している。

## 作品

### 漫画
- 迷想区閾
- ひぐらしのなく頃に 綿流し編（原作・監修：竜騎士07）
- ひぐらしのなく頃に解 目明し編（原作・監修：竜騎士07）
- ひぐらしのなく頃に 雛げし編（ストーリー：多上厚志 原作：「ひぐらしのなく頃に」〈竜騎士07/07th Expansion〉）
- 学園ナイトメア
- 海賊×王子 ※読み切り
- 晴明さんはがんばらない（連名：望月菓子）
- マッシブドライブ（連名：望月菓子。原作：光姫琥太郎）
- 人形峠（連名：望月菓子）

### 挿絵
- 女こまし編 最高のパラダイスをどうかあなたに……（著：大渡鴉）
- 雛げし編（著：多上厚志）
- 富竹ジロウは二度死ぬ（著：DADA SEIDEN）

### イラスト
- 夏のあらし!（小林尽原作） - テレビアニメ第2話エンドカードイラストを担当。
- ひぐらしのなく頃に 新奇譚集（一迅社、アンソロジー） - 表紙。
- 「自由」（ガンガンONLINE 2009年4月16日）
- 「自由」（ガンガンONLINE 2009年6月4日）